# Critica di Lucas
La critica di Lucas sostiene che è ingenuo cercare di prevedere gli effetti di un cambiamento nella politica economica interamente sulla base delle relazioni osservate nei dati storici, in particolare nei dati storici altamente aggregati. Più formalmente, si afferma che le regole decisionali dei modelli keynesiani – come la funzione di consumo – non possono essere considerate strutturali nel senso che sono invarianti rispetto ai cambiamenti nelle variabili della politica governativa. Prende il nome dal lavoro dell'economista americano Robert Lucas sulla definizione delle politiche macroeconomiche.
La critica di Lucas è significativa nella storia del pensiero economico in quanto rappresentativa del cambiamento di paradigma avvenuto nella teoria macroeconomica negli anni ’70 verso tentativi di stabilire microfondazioni.

## Tesi
La critica a Lucas non era nuova nel 1976. L'argomento e l'intera logica furono presentati per la prima volta da Frisch (1938) e discussi, tra gli altri, da Haavelmo (1944). Idee correlate sono espresse come legge di Campbell e legge di Goodhart, ma in un articolo del 1976, Lucas arrivò al punto che questa semplice nozione invalidava la consulenza politica basata su conclusioni tratte da modelli macroeconometrici su larga scala. Poiché i parametri di questi modelli non erano strutturali, cioè non invarianti rispetto alla politica, sarebbero necessariamente cambiati ogni volta che la politica (le regole del gioco) fosse cambiata. Le conclusioni politiche basate su tali modelli sarebbero quindi potenzialmente fuorvianti. Questo argomento metteva in discussione i modelli econometrici prevalenti su larga scala che mancavano di fondamenti nella teoria economica dinamica. Lucas ha riassunto la sua critica:
Dato che la struttura di un modello econometrico consiste di regole decisionali ottimali degli agenti economici, e che le regole decisionali ottimali variano sistematicamente al variare della struttura delle serie rilevanti per il decisore, ne consegue che qualsiasi cambiamento nella politica altererà sistematicamente la struttura di modelli econometrici.
La critica a Lucas è, in sostanza, un risultato negativo. Dice agli economisti, in primo luogo, come non fare analisi economica. La critica di Lucas suggerisce che se vogliamo prevedere l’effetto di un esperimento politico, dovremmo modellare i “parametri profondi” (relativi a preferenze, tecnologia e vincoli di risorse ) che si presume governino il comportamento individuale : le cosiddette “microfondazioni”. Se questi modelli riescono a tenere conto delle regolarità empiriche osservate e quindi introdurre il concetto di aspettative razionali, possiamo conseguentemente prevedere cosa faranno gli individui, tenendo conto del cambiamento di politica, e dunque aggregare le decisioni individuali per calcolare gli effetti macroeconomici del cambiamento di politica.
Poco dopo la pubblicazione dell'articolo di Lucas, Kydland e Prescott pubblicarono l'articolo "Rules rather than Discretion: The Inconsistency of Optimal Plans", in cui non solo descrivevano strutture generali in cui i benefici a breve termine sono negati in futuro attraverso cambiamenti nelle aspettative, ma anche come la coerenza temporale potrebbe superare tali casi. Quell’articolo e la ricerca successiva portarono a un programma di ricerca positivo su come fare economia dinamica e quantitativa.
La critica di Lucas fu un'importante innovazione metodologica. Ciò non invalida il fatto che la politica fiscale possa essere anticiclica, cosa che alcuni associano a John Maynard Keynes.

## Esempi
Un'importante applicazione della critica (indipendentemente dai microfondamenti proposti) è la sua implicazione che la storica correlazione negativa tra inflazione e disoccupazione, nota come curva di Phillips, potrebbe rompersi se le autorità monetarie tentassero di sfruttarla. L’aumento permanente dell’inflazione nella speranza che ciò riduca permanentemente la disoccupazione finirebbe per causare un aumento delle previsioni di inflazione delle imprese, alterando le loro decisioni sull’occupazione. In altre parole, solo perché un’elevata inflazione era associata a una bassa disoccupazione nella politica monetaria dell’inizio del XX secolo non significa che ci si dovrebbe aspettare che un’elevata inflazione porti a una bassa disoccupazione in ogni regime alternativo di politica monetaria.
Per fare un semplice esempio, consideriamo la questione di quanto Fort Knox dovrebbe spendere per la protezione. Fort Knox non è mai stato derubato. L’analisi statistica utilizzando dati aggregati di alto livello indicherebbe quindi che la probabilità di una rapina è indipendente dalle risorse spese per le guardie. L’implicazione politica di tale analisi sarebbe quella di eliminare le guardie e salvare quelle risorse. Questa analisi, tuttavia, sarebbe soggetta alla Critica di Lucas e la conclusione sarebbe fuorviante. Per analizzare adeguatamente il trade-off tra la probabilità di una rapina e le risorse spese per le guardie, i "parametri profondi" (preferenze, tecnologia e vincoli di risorse) che governano il comportamento individuale devono essere presi esplicitamente in considerazione. In particolare, gli incentivi dei criminali a tentare di rapinare Fort Knox dipendono dalla presenza delle guardie. In altre parole, con la forte sicurezza che esiste oggi nel forte, è improbabile che i criminali tentino una rapina perché sanno che difficilmente riusciranno. Tuttavia, un cambiamento nella politica di sicurezza, come l’eliminazione delle guardie, porterebbe i criminali a rivalutare i costi e i benefici del saccheggio del forte. Quindi, solo perché non ci sono rapine con la politica attuale non significa che ci si debba aspettare che ciò continui con tutte le politiche possibili. Per rispondere alla domanda su quante risorse Fort Knox dovrebbe spendere per la protezione, l’analista deve modellare i “parametri profondi” e sforzarsi di prevedere cosa faranno gli individui a seconda del cambiamento nella politica.